# Ms. (ミズ)
「Ms.」（ミズ）は、南沙織通算27枚目のシングル。1978年8月21日発売。発売元はCBS・ソニー。

## 解説
1970年代に発表されたオリジナル作品としてはラスト・シングルにあたる作品で、引退興行「さよならコンサート」実施前にリリースされたシングルとしても最後になる。デビュー曲「17才」と同じく、有馬三恵子×筒美京平コンビが作詞・作曲を担当した。
特徴は、デビュー曲同様に海岸を舞台としている点が挙げられる。なお、1992年に歌手活動が再開された際、最初に発表された新曲が「ファンレター -SO GOOD SO NICE-」というナンバーで、この曲も同じく海辺を舞台としている。このように「17才」「Ms.」「ファンレター -SO GOOD SO NICE-」という節目の3曲はそれぞれ「海辺」というシチュエーションでリンクされながら、歌う南の成長に合わせた詞世界が描かれている。これは、音楽プロデューサー・酒井政利の「歌い手と楽曲の成長をリンクさせる」というプロデュース信条が大きく反映されたものである。
B面曲の「さよならにかえて」は、有馬の言葉を借りた、シンシアからファンへのメッセージとも取れる前向きな「別れ」を歌ったナンバー。

## 収録曲
両楽曲とも、作詞: 有馬三恵子、作曲: 筒美京平
1. Ms.（ミズ）（3:55）
  - 編曲: 筒美京平
2. さよならにかえて（4:01）
  - 編曲: 大村雅朗

## 収録作品（LP・CD）
- Ms. （ミズ）
Simplicity
THE BEST / 南沙織 -1978年11月版-
THE BEST / 南沙織 -1979年6月版-
THE BEST / 南沙織 -1979年11月版-
THE BEST / again 南沙織
南沙織のすべて
南沙織ベスト Recall 〜28 SINGLES SAORI + 1〜
Cynthia Memories
GOLDEN J-POP/THE BEST 南沙織
CYNTHIA ANTHOLOGY
GOLDEN☆BEST 南沙織 筒美京平を歌う
南沙織 THE BEST 〜 Cynthia-ly
ドーナツ盤型12cmCDコレクション
Cynthia Premium
GOLDEN☆BEST 南沙織 コンプリート・シングルコレクション
ゴールデン☆アイドル 南沙織
CYNTHIA ALIVE
- Ms. （ミズ） (ノンストップmix Ver.)
TSU-TSU MIX 南沙織
- Ms. （ミズ） -Live-
Good-by Cynthia
Cynthia Memories
CYNTHIA ANTHOLOGY
- さよならにかえて
Simplicity
Cynthia Memories
CYNTHIA ANTHOLOGY
GOLDEN☆BEST 南沙織 筒美京平を歌う
ドーナツ盤型12cmCDコレクション
Cynthia Premium
ゴールデン☆アイドル 南沙織
CYNTHIA ALIVE